# Sören Hellmark
Sören Hellmark, född 1958, en svensk friidrottare (långdistanslöpare). Han tävlade för IF Kville.